# Charbel Abdallah

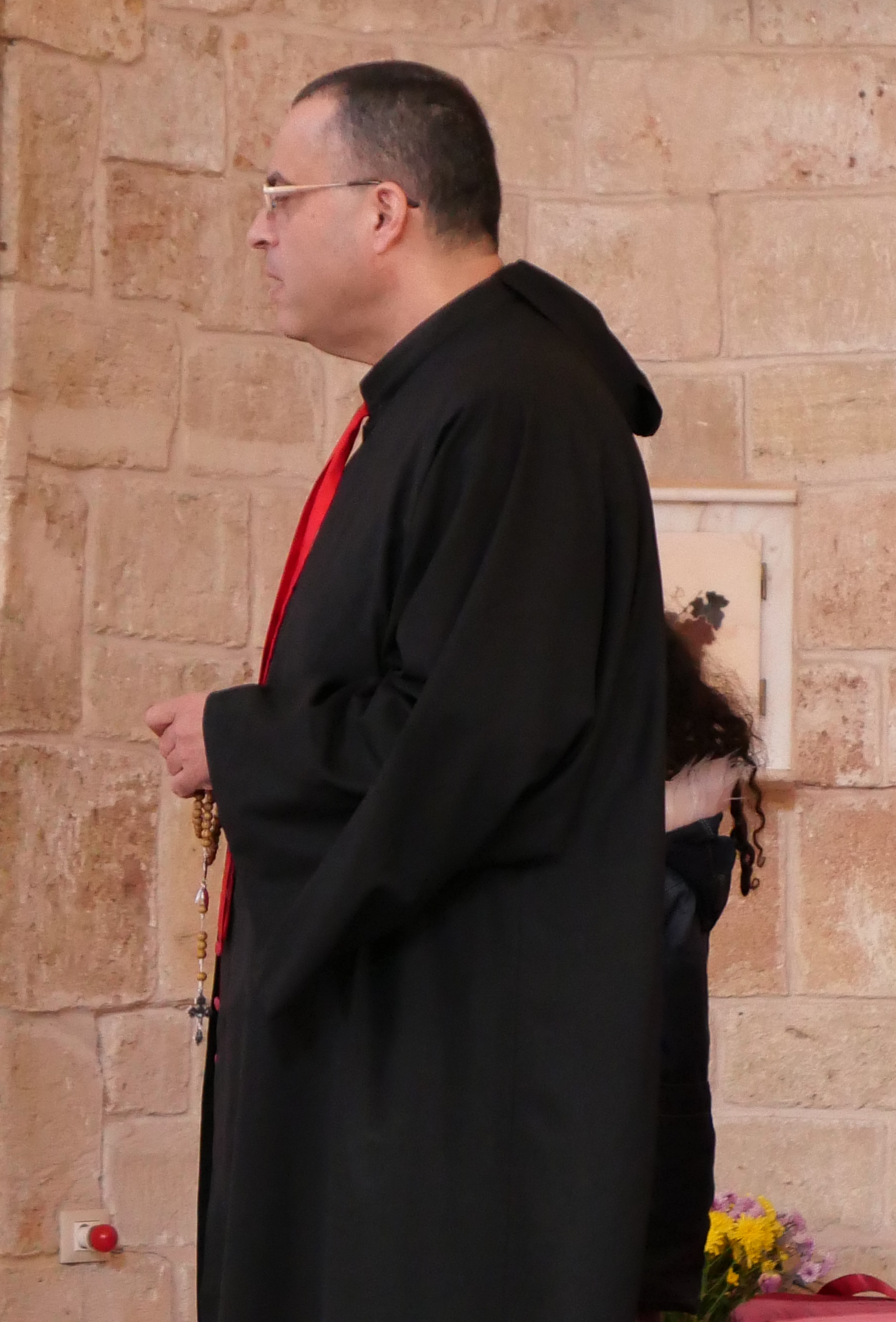
Abdallah in einer Messe am ersten Advent des Jahres 2021

Charbel Yusef Abdallah, arabisch: شربل عبد الله, (* 17. Februar 1967 in Hajjéh, Libanon) ist ein libanesischer maronitischer Geistlicher und Erzbischof von Tyros.

## Leben

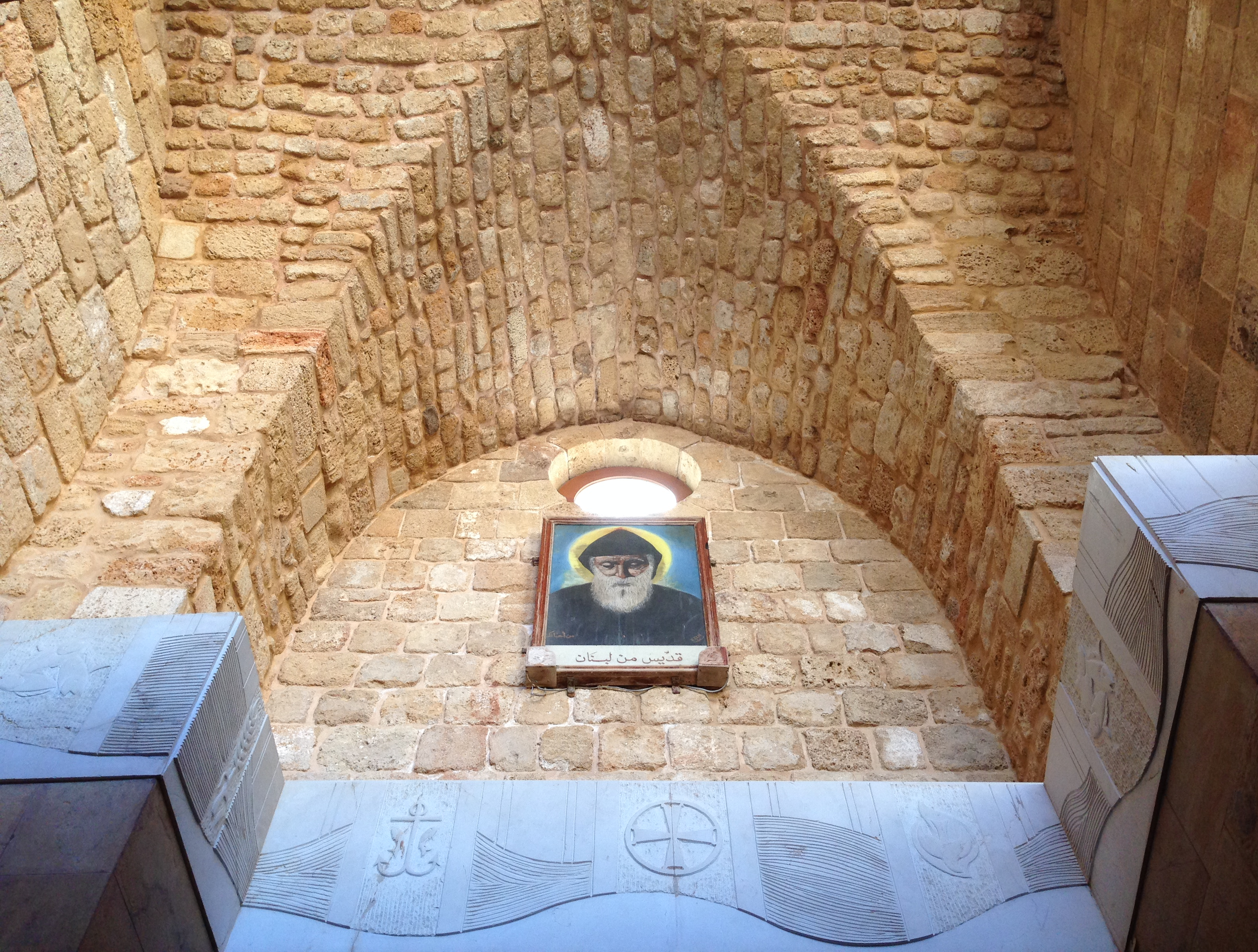
Ein Porträt des Heiligen Charbel über der Krypta der maronitischen Kathedrale Notre Dame Des Mers in Tyros

Charbel Abdallah – benannt nach dem 1977 heiliggesprochenen Mönch Charbel Makhlouf (1828–1898) – trat in das Priesterseminar ein und studierte an der Heilig-Geist-Universität Kaslik, wo er 1992 das Lizenziat in Theologie erwarb. Am 24. Oktober 1992 empfing er das Sakrament der Priesterweihe für die Erzeparchie Tyros.
Neben verschiedenen Aufgaben in der Pfarrseelsorge erwarb er an der Libanesischen Universität das Lizenziat in Philosophie. Er war im Generalsekretariat der Erzeparchie und als Leiter der örtlichen Caritas tätig. Von 1997 bis 1999 war er Spiritual des Priesterseminars in Ghazir. Von 1999 bis 2003 studierte er in Frankreich und war in dieser Zeit als Seelsorger in Paris tätig. 2003 wurde er an der Universität Straßburg zum Dr. theol. promoviert. Nach der Rückkehr in die Heimat wurde er 2003 Bischofsvikar für die Seelsorge der Erzeparchie Tyros.
Nach dem Libanonkrieg von 2006 zwischen Israel und der Hisbollah wurde Abdallah von Erzbischof Chucrallah-Nabil El-Hage mit der Organisation von Hilfsaktivitäten für die Katholische Nahost-Wohltätigkeitsagentur in den christlichen Dörfern des Südlibanons ernannt, in Koordinierung mit Vertretern der Melkitisch Griechisch-Katholischen Erzeparchie Tyros und der Melkitisch Griechisch-Katholischen Erzeparchie Banyas.
2010 wurde Abdallah zum Protosynkellos der Erzeparchie Tyros ernannt.
Nachdem Erzbischof El-Hage 2020 sein altersbedingtes Rücktrittsgesuch eingereicht hatte, wählte die Synode des maronitischen Patriarchats von Antiochien Abdallah im Oktober des Jahres zu seinem Nachfolger als Erzbischof von Tyros. Nach der Bestätigung durch den Heiligen Stuhl wurde die Wahl am 1. November 2020 bekanntgegeben. Der maronitische Patriarch Béchara Pierre Kardinal Raï OMM spendete ihm am 5. Dezember desselben Jahres die Bischofsweihe. Mitkonsekratoren waren sein Amtsvorgänger Chucrallah-Nabil El-Hage und der Bischof von Sidon, Maroun Ammar.